# Samoana jackieburchi
Samoana jackieburchi е изчезнал вид коремоного от семейство Partulidae.

## Разпространение
Видът е бил ендемичен за остров Таити.